# La Bienfaisance

Associação Francesa de Beneficência 14 de julho, mais conhecida como La Bienfaisance, é uma instituição sem fins lucrativos que auxilia a comunidade francesa menos favorecida da cidade de São Paulo. Além dos trabalhos caritativos a Associação Francesa de Beneficência 14 de Julho contribuiu para a implementação de entidades francesas na cidade de São Paulo, tais como : Aliança Francesa, Câmara de Comércio França Brasil e Lycée Pasteur. A estrutura atual conta com uma direção enxuta e que trabalha em regime de voluntariado.

## História
Fundada em 14 de julho de 1881 por Jules Martin, empresário conhecido principalmente por suas realizações no campo da litografia,  a Associação Francesa de Beneficência 14 de Julho ou La Bienfaisance, foi a primeira associação francesa de São Paulo e nasceu para atender uma comunidade que, àquela época, não contava com uma estrutura consular.
Entre os franceses que presidiram a Bienfaisance constam os empresários Pierre Duchen, dono da fábrica de biscoitos Duchen, André Bourdelot, descrito pela cineasta Alice Gonzaga como o “financiador da primeira sessão cinematográfica paulista”  ou ainda Pierre Cahen, palestrante e especialista em cultura brasileira.

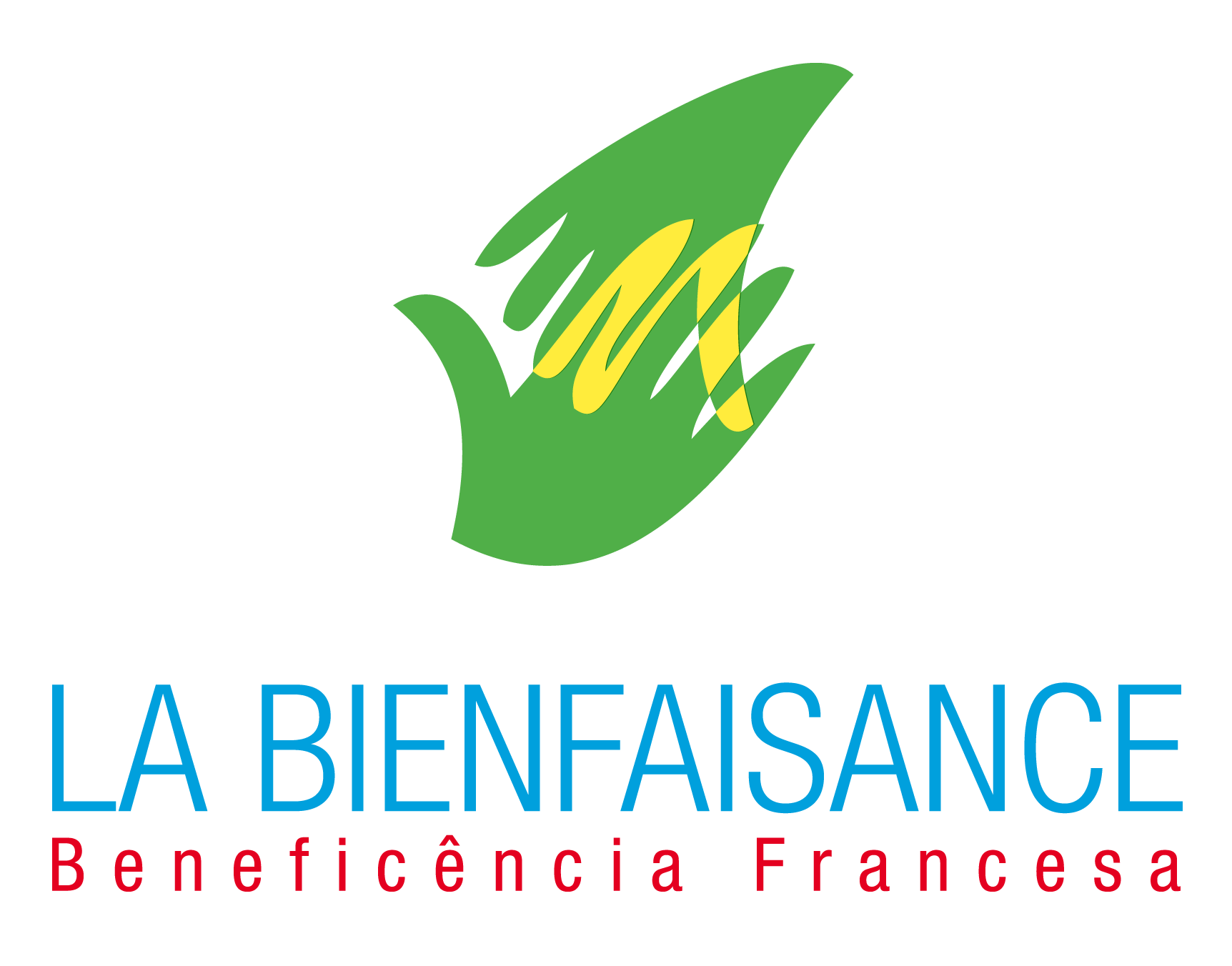
La Bienfaisance

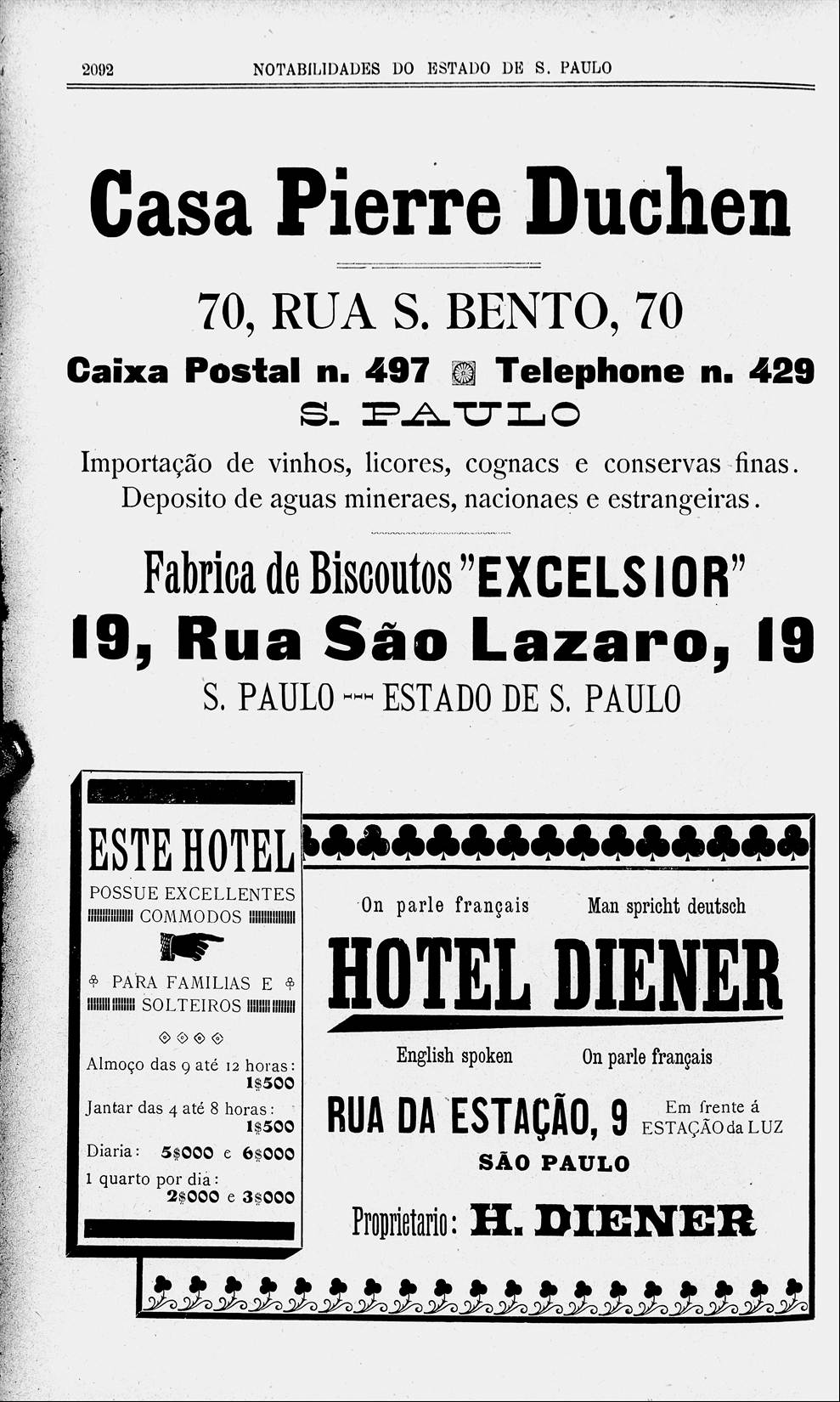
Propaganda da Casa Pierre Duchen, presidente da Bienfaisance de 1905 à 1912

Durante a Primeira Guerra Mundial a Associação ajudou as famílias dos combatentes de guerra que ficaram desamparadas no Brasil. O coronel Paul Balagny, responsável pela missão do exército francês em São Paulo de 1906 à 1913, foi um dos homens ligados à entidade que lutou pela França durante o conflito.
Já durante a Segunda Guerra Mundial, os membros da associação trabalharam juntando suprimentos para os prisioneiros de guerra. Nesta mesma época integrantes da diretoria como Maurice Demolein e o Doutor Auguste Vergely atuaram ativamente no Comitê França Livre de São Paulo, braço da Resistência Francesa no Brasil.
A Associação Francesa de Beneficência 14 de Julho participou de eventos como o desfile beneficente da grife Christian Dior em 1961, onde recebeu 30% da receita ou ainda da apresentação do cantor Jean Sablon em seu Baile de 14 de Julho. O baile era uma tradição mantida pela Bienfaisance e movimentava toda a colônia francesa de São Paulo, como demonstra a matéria da Revista da Semana de 1949, onde o então presidente Maurice Demolein aparece ao lado de autoridades diplomáticas.
Résidence Mère Hilbert:
Construída em 1969 após campanha de arrecadação de fundos promovida pela Associação Francesa de Beneficência 14 de julho, a casa de repouso Mère Hilbert abrigou inúmeros idosos até o ano de 2015 quando encerrou os atendimentos por dificuldades financeiras. Seu nome homenageia a imigrante homônima que chegou ao Brasil em 1931 e dedicou a vida ao voluntariado. Antes disto outro abrigo foi administrado por eles, o "L'abri des Vieillards" ou Abrigo dos Velhinhos em 1944.
Atualmente a Bienfaisance desenvolve atividades voltadas para a terceira idade como a organização de corridas de conscientização à práticas esportivas, jantares beneficentes para arrecadação de fundos o que permite a continuidade do trabalho de assistência financeira aos franceses necessitados e a distribuição de brindes como "vale-compras" em alguns mercados de São Paulo.